# NO-LIMIT
NO-LIMIT（ノーリミット）は、株式会社アシロが運営する、弁護士向けの転職支援サービス。
有料職業紹介事業許可番号は 13-ユ-313782。

## 概要
いわゆる転職エージェントと呼ばれる職業紹介型(人材紹介型)のサービスで、事務所や企業の担当者(求人者)と求職者の仲介を行う。
求職者はサービスに会員登録することで、転職相談や非公開を含む求人紹介等の転職支援を受けられる一方、求人者は会員登録した求職者のなかから要望に合う人材の紹介が受けられる。
主なサービスのターゲット層は弁護士であるが、秘書やパラリーガルなど、事務所スタッフ職の求人も扱っている。

## 運営会社
- 会社名：株式会社アシロ
- 住所：〒160-0023  東京都新宿区西新宿６丁目３番１号 新宿アイランドウイング４F
- 許可番号：有料職業紹介事業許可番号( 13-ユ-313782)

### 沿革
- 2020年4月　職業紹介事業許認可　取得
- 2020年4月　NO-LIMIT運営開始
- 2020年8月　登録求職者数300人突破
- 2020年9月　メールマガジンの発行開始
- 2021年2月　社外取締役候補の紹介サービスを開始

## 提供サービス
- 求職者向け
  - 転職相談
  - 求人紹介
  - 履歴書・職務経歴書の添削
  - 面接対策
  - 日程調整
  - 面接後のアフターフォロー

- 求人者向け
  - ヒアリングによる人材像の明確化
  - 求職者紹介

## 関連サービス
2021年2月より社外取締役候補の弁護士紹介サービスを開始。
またNOLIMITを運営する株式会社trientでは、人材紹介の他に士業のホームページ制作も請け負っている。